# Франко Альфано
Франко Альфано (італ. Franco Alfano; 8 березня 1875 — 27 жовтня 1954) — італійський композитор, піаніст і музичний педагог. Найбільш відомий як автор опери «Воскресіння» (1904), а також тим, що завершив оперу Пуччіні «Турандот» (1926).

## Біографія
Народився 1875 року у Позілліпо поблизу Неаполя. Брав приватні уроки фортеп'яно у Алессандро Лонго. В Неаполітанській консерваторії вивчав гармонію і композицію у Камілло де Нардіса (1857—1951) і Паоло Серрао. Пізніше у Лейпцизькій консерваторії вивчав композицію під керівництвом Ганса Зітта і Саломона Ядассона. Певний час жив в Лейпцигу, де познайомився зі своїм кумиром Едвардом Грігом, а також в Парижі. Успішно концертував як піаніст у багатьох містах Європи.
Основною сферою творчості Альфано була опера. З дев'яти його творів цього жанру три звичайно вважають найбільш значимими:
- «Воскресіння» (за однойменним романом Л. М. Толстого, 1904);
- «Легенда про Шакунталу» (1921; 2-га редакція — «Шакунтала», 1952);
- «Сірано де Бержерак» (за однойменною п'єсою Едмона Ростана, 1936).

З 1919 року працював директором і професором композиції Музичного ліцею в Болоньї, з 1923 року очолював Музичний ліцей ім. Верді в Турині; з 1940 року — художній керівник оперного театру в Палермо.